# Niżnie Kieżmarskie Wrótka

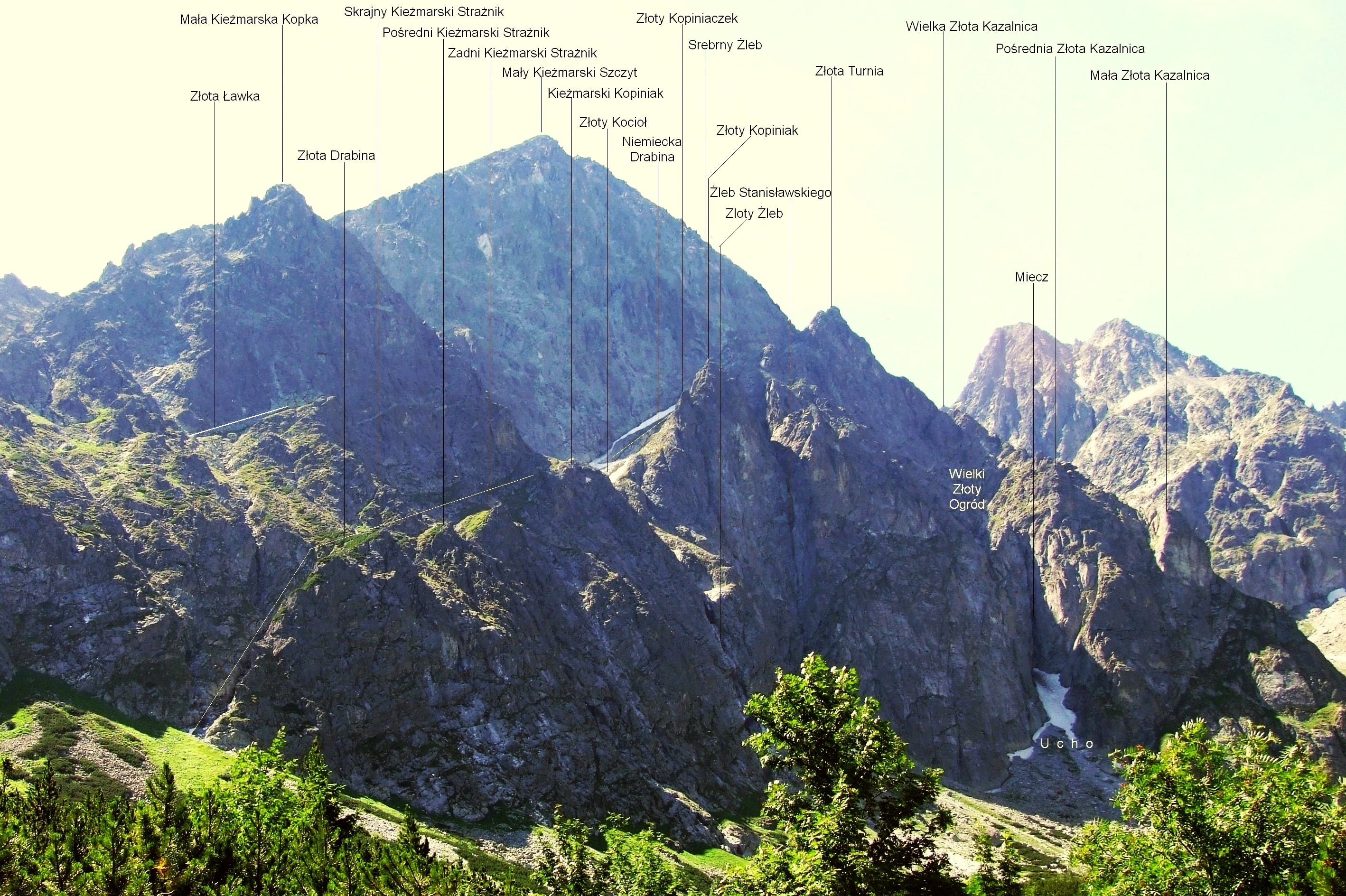

Niżnie Kieżmarskie Wrótka – przełączka na północnej ścianie Kieżmarskiej Kopy w słowackich Tatrach Wysokich. Oddziela turnię  Kieżmarski Kopiniak od północnej ściany Kieżmarskiej Kopy.
Rejon przęłęczki jest skalisto-piarżysty. Na północny zachód opada urwiskiem do Złotego Kotła. Na przełączce kończy się  opadający skośnie w dół  zachód zwany Złotą Drabiną. Zachód ten używany jest przez taterników jako jedno z łatwiejszych przejść do Złotego Kotła.
„Złote” nazewnictwo związane jest z poszukiwaniem złota w tym rejonie. Znana z poszukiwań kruszcu w XVIII wieku była m.in. pochodząca z Kieżmarku rodzina szewców Fabri (Fabry). Złota nie znaleźli, znaleźli jednak rudę miedzi, którą następnie wydobywali.